# GP van Spanje MX2 2006
De Grote Prijs van Spanje 2006 in de MX2-klasse motorcross werd gehouden op 16 april 2006 op het circuit van Bellpuig in Catalonië. Het was de tweede Grote Prijs van het wereldkampioenschap, en tevens de tweede overwinning voor de Zuid-Afrikaan Tyla Rattray, die uiteraard de leider in de tussenstand van het wereldkampioenschap bleef.
Nochtans kon Rattray geen reeksoverwinning behalen. Hij viel in de eerste ronde van de eerste reeks en kon na een achtervolgingsrace nog beslag leggen op de vijfde plaats. De regerende wereldkampioen Antonio Cairoli viel ook en moest opgeven in de eerste reeks. De reeksoverwinning ging naar de Noor Kenneth Gundersen, die de sneller gestarte Christophe Pourcel en Alessio Chiodi in de eerste ronden voorbijstak en verder uitliep. 
In de tweede reeks had Cairoli de beste start en kon de race winnen vóór Rattray. De vijfde en tweede plaats van Rattray waren genoeg voor de eindzege in de GP. Marc de Reuver werd tweede dankzij een vijfde en een derde plaats in de reeksen; de Brit Billy Mackenzie vervolledigde het podium.

## Uitslag eerste reeks
| Plaats | Naam               | Land |
| ------ | ------------------ | ---- |
| 1      | Kenneth Gundersen  | NOR  |
| 2      | Alessio Chiodi     | ITA  |
| 3      | Marc de Reuver     | NED  |
| 4      | Christophe Pourcel | FRA  |
| 5      | Tyla Rattray       | RSA  |
| 6      | Sébastien Pourcel  | FRA  |
| 7      | Carl Nunn          | GBR  |
| 8      | Billy Mackenzie    | GBR  |
| 9      | Luigi Séguy        | FRA  |
| 10     | David Philippaerts | ITA  |

## Uitslag tweede reeks
| Plaats | Naam               | Land |
| ------ | ------------------ | ---- |
| 1      | Antonio Cairoli    | ITA  |
| 2      | Tyla Rattray       | RSA  |
| 3      | Billy Mackenzie    | GBR  |
| 4      | Rui Gonçalves      | POR  |
| 5      | Marc de Reuver     | NED  |
| 6      | David Philippaerts | ITA  |
| 7      | Christophe Pourcel | FRA  |
| 8      | Davide Guarneri    | ITA  |
| 9      | Luigi Séguy        | FRA  |
| 10     | Alessio Chiodi     | ITA  |

## Eindstand Grote Prijs
| Plaats | Naam               | Land | Punten |
| ------ | ------------------ | ---- | ------ |
| 1      | Tyla Rattray       | RSA  | 38     |
| 2      | Marc de Reuver     | NED  | 36     |
| 3      | Billy Mackenzie    | GBR  | 33     |
| 4      | Alessio Chiodi     | ITA  | 33     |
| 5      | Christophe Pourcel | FRA  | 32     |
| 6      | Kenneth Gundersen  | NOR  | 27     |
| 7      | David Philippaerts | ITA  | 26     |
| 8      | Antonio Cairoli    | ITA  | 25     |
| 9      | Luigi Séguy        | FRA  | 24     |
| 10     | Carl Nunn          | GBR  | 23     |

## Tussenstand wereldkampioenschap
| Plaats | Naam                   | Land | Punten |
| ------ | ---------------------- | ---- | ------ |
| 1      | Tyla Rattray           | RSA  | 83     |
| 2      | Marc de Reuver         | NED  | 74     |
| 3      | Kenneth Gundersen      | NOR  | 64     |
| 4      | Christophe Pourcel     | FRA  | 64     |
| 5      | David Philippaerts     | ITA  | 59     |
| 6      | Antonio Cairoli        | ITA  | 53     |
| 7      | Alessio Chiodi         | ITA  | 48     |
| 8      | Carl Nunn              | GBR  | 47     |
| 9      | Billy Mackenzie        | GBR  | 45     |
| 10     | Sébastien Pourcel      | FRA  | 44     |
| 11     | Rui Gonçalves          | POR  | 42     |
| 12     | Davide Guarneri        | ITA  | 32     |
| 13     | Luigi Séguy            | FRA  | 32     |
| 14     | Tommy Searle           | GBR  | 32     |
| 15     | Patrick Caps           | BEL  | 28     |
| 16     | Antoine Méo            | FRA  | 27     |
| 17     | Gareth Swanepoel       | RSA  | 15     |
| 18     | Pierre-Alexandre Renet | FRA  | 14     |
| 19     | Matti Seistola         | FIN  | 13     |
| 20     | Aigar Leok             | EST  | 13     |